# Polypedates macrotis
Polypedates macrotis és una espècie de granota de la família dels racofòrids. Es troba a la part peninsular de Malàisia i Tailàndia, a Sumatra (incloent Mentawai i Natunas), a gran part de Borneo (també a Brunei) i al sud-oest de les Filipines. S'ha detectat fins als 1.200 metres d'altitud. És localment abundant en l'hàbitat adient.
Viu en boscos primaris i zones limítrofes. Es reprodueix en bassals provocats per la pluja i rases; construeix nius d'espuma.